# Abstraction-Création

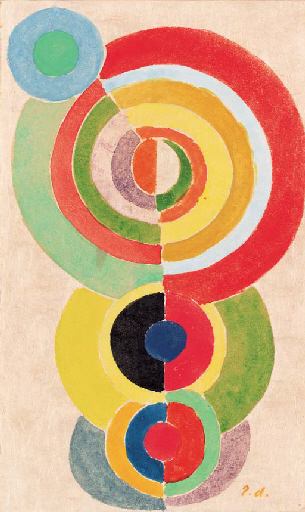
Robert Delaunay: Ritmus (1934)

Az Abstraction-Création (francia kifejezés, jelentése: „absztrakció-alkotás”) 1931 és 1936 között működött nemzetközi művészcsoport Párizsban, amelyet Naum Gabo és Antoine Pevsner alapított.

## Rövid története
Lényegében a Cercle et Carré utódaként jött létre. E művészcsoport is a non-figuratív művészeti irányzatokat támogatta. A konstruktivista művészetet, a neoplaszticizmust, az absztrakt expresszionizmust népszerűsítette évente megrendezett kiállítások és ugyancsak évente közreadott albumok révén. A csoport kiállításainak címe egy darabig továbbra is Cercle et Carré. (Jelentése: Kör és négyzet). Jelentősek elméleti-módszertani és optikai-színtani kutatásaik. 
A csoport előadásai, vitaestjei, kiállításai, kiadványai 1937-ben megszűntek. A csoportnak mintegy 400 tagja volt hatéves fennállása alatt. A második világháború után az absztrakt művészet művelői például a kortárs művészek kiállításain szerepeltek Kasselben, Documenta I. (1955); Documanta II. (1959); Documenta III. (1964).

## Öt félgolyó Max Bill által (Karlsruhei Egyetem)

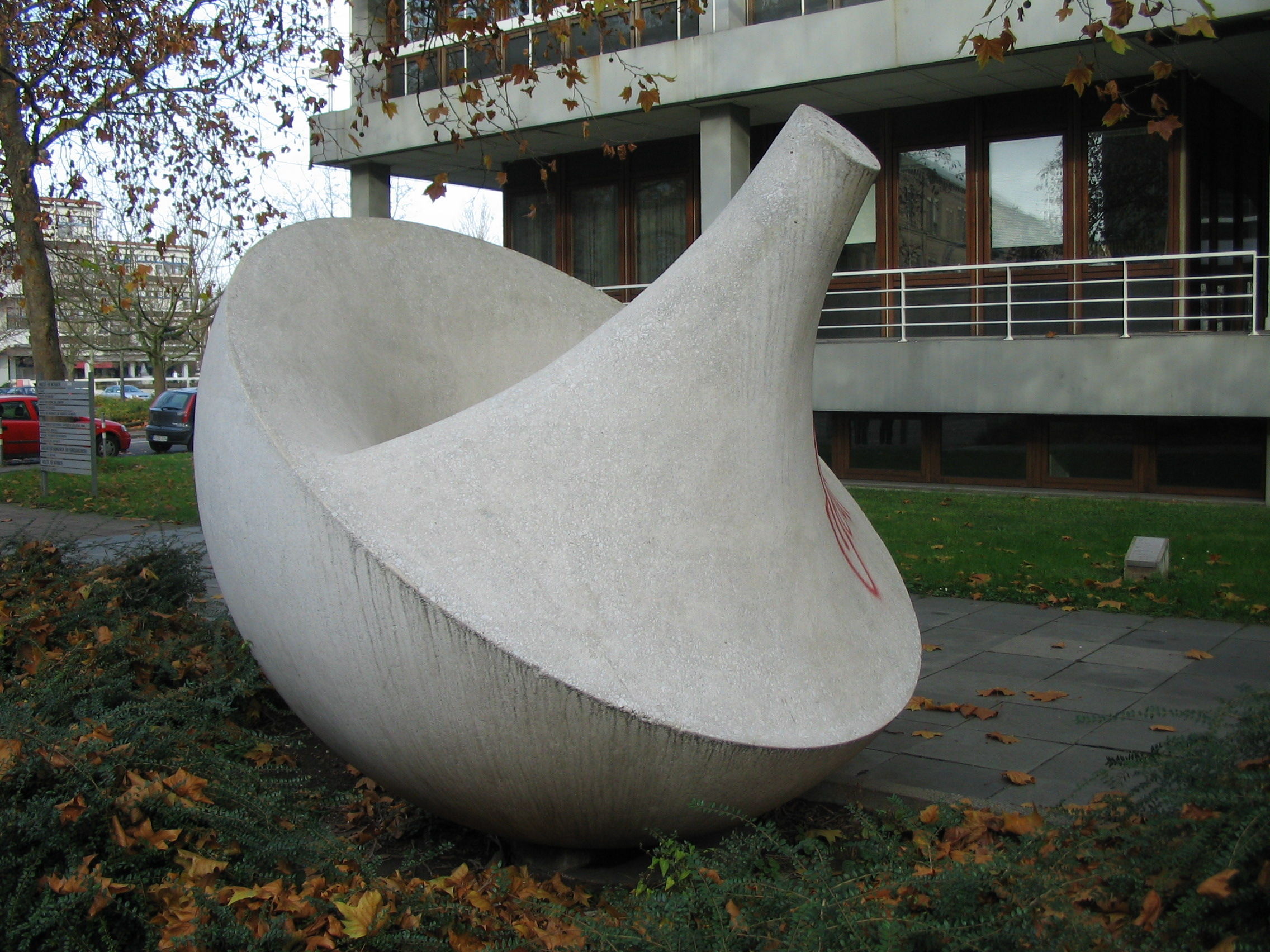
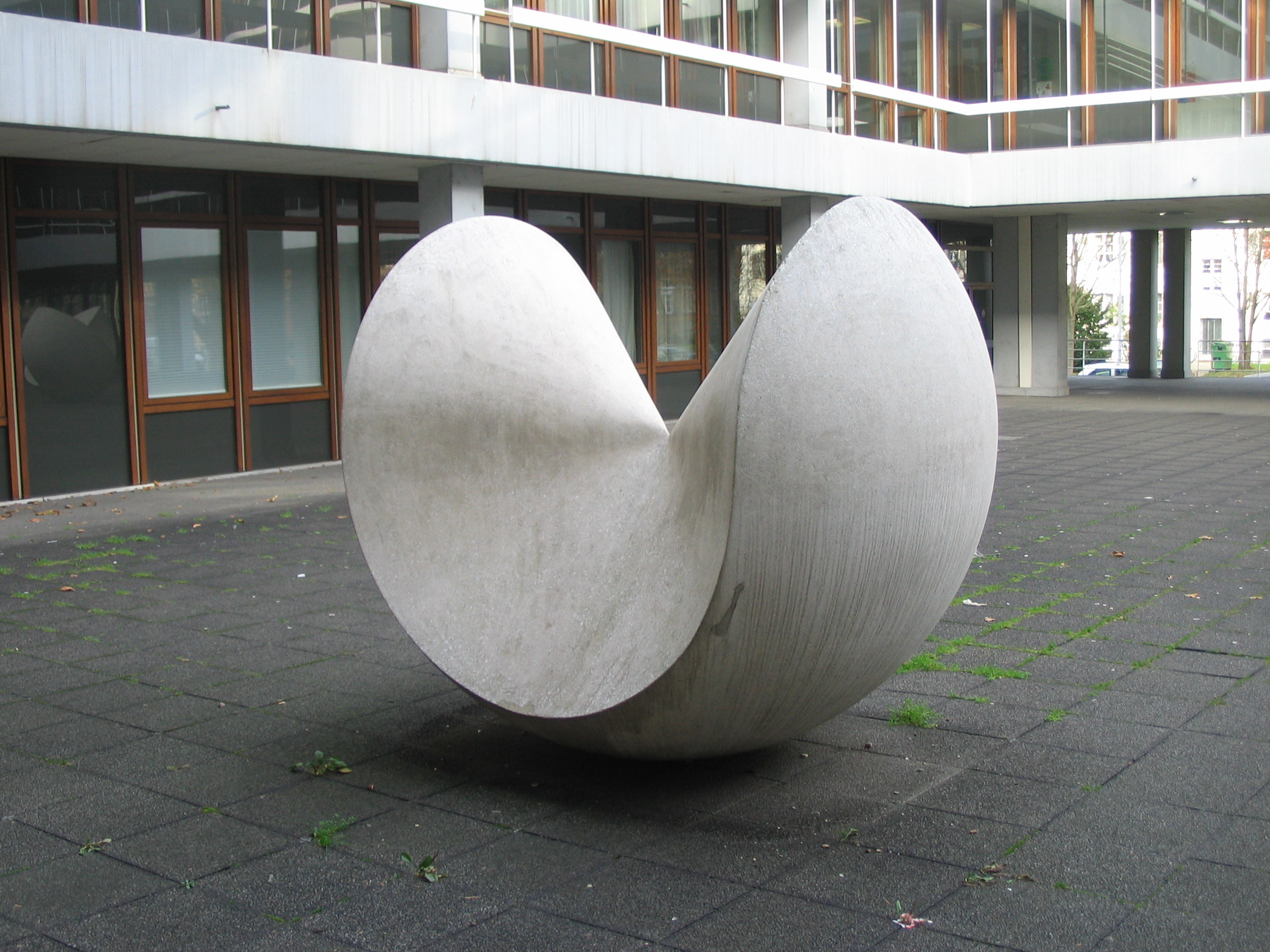
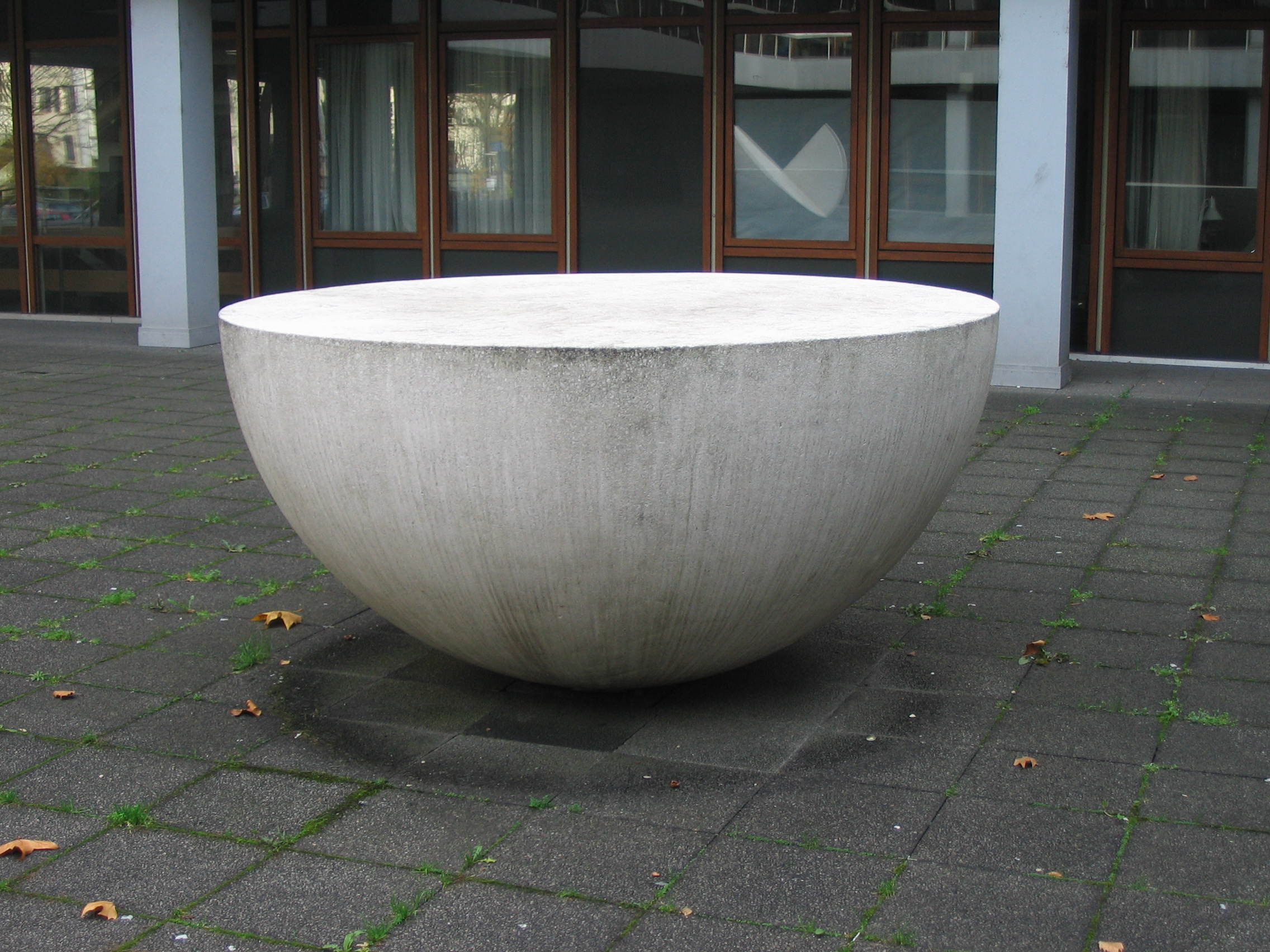
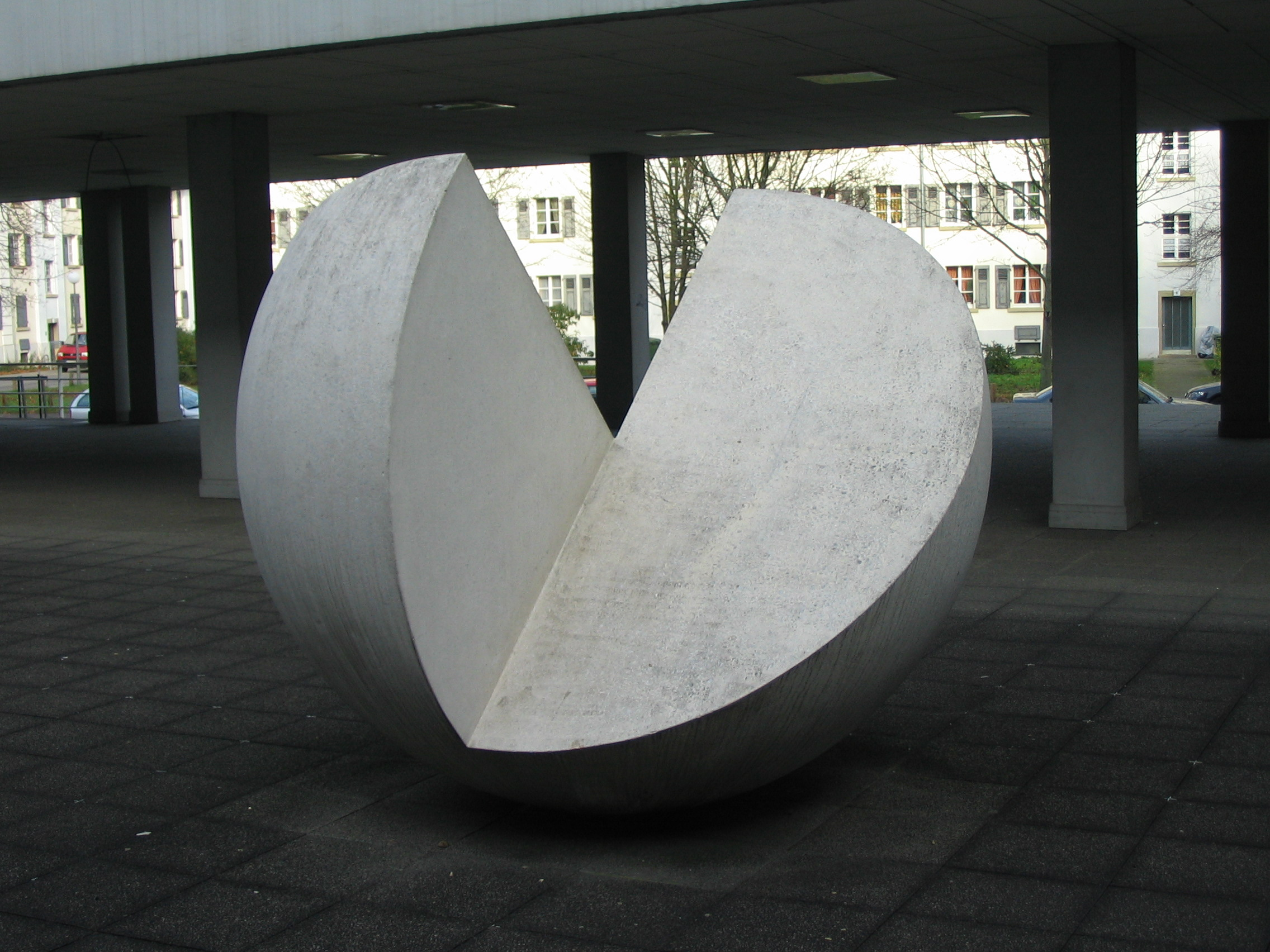
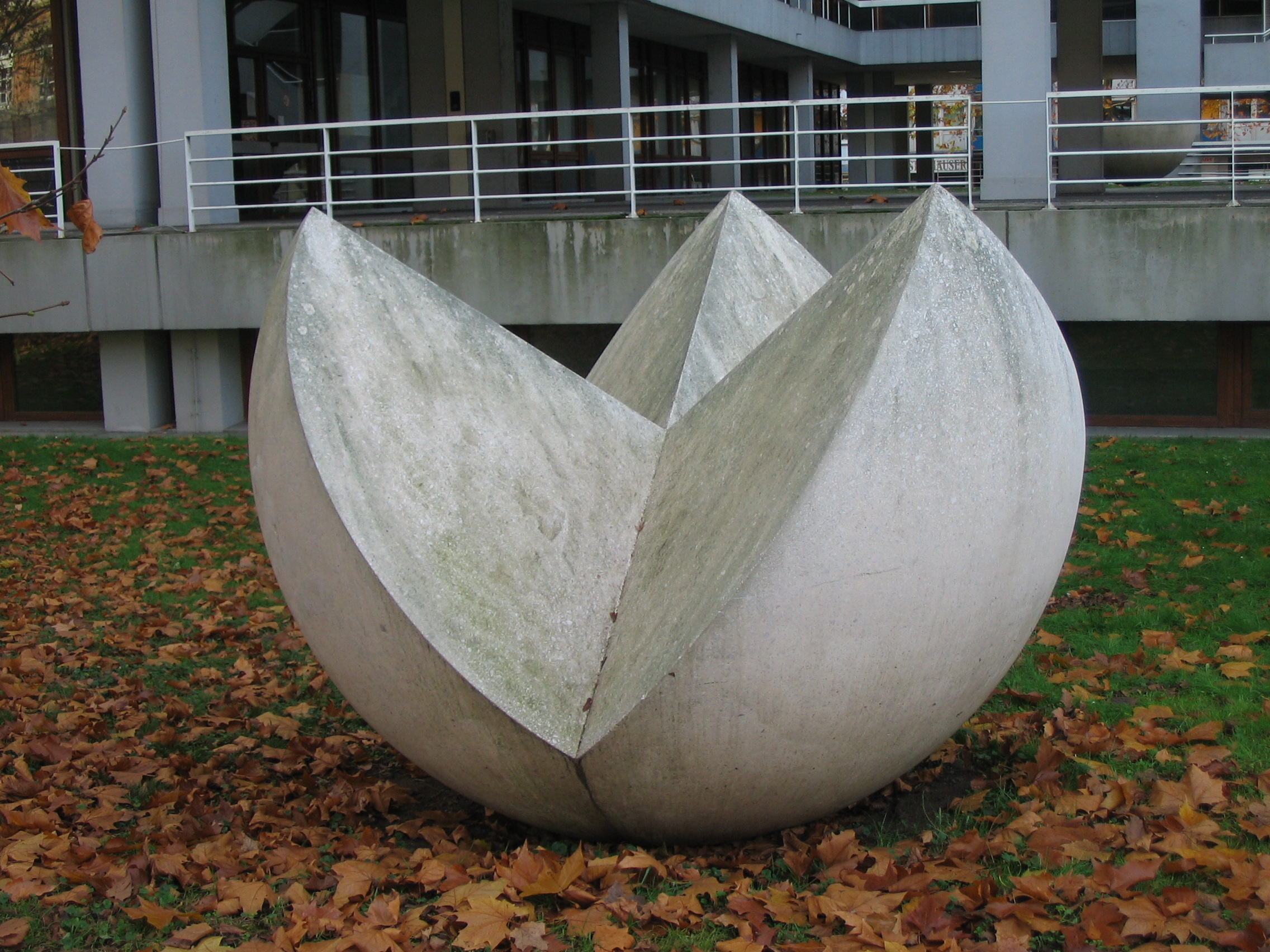

## Tagjai
- Antoine Pevsner (alapító tag)
- Naum Gabo (alapító tag)
- Hans Arp
- Beöthy István
- Max Bill
- Robert Delaunay
- Theo van Doesburg
- Kandinszkij
- František Kupka
- Bart van der Leck
- El Liszickij
- Martyn Ferenc
- Piet Mondrian
- Okamoto Taró
- Réth Alfréd
- Kurt Schwitters
- Georges Vantongerloo[Mj. 1]